# مرسيدس بنز دبليوا 201
مرسيدس بنز دبليوا 201 (بالإنجليزية: Mercedes-Benz W201) هي سيارة من صناعة مرسيدس بنز أنتجت في 1982 وتوقف إنتاجها في 1993.
كلف انتاجها £600 مليون